# Florêncio de Abreu
Florêncio Carlos de Abreu e Silva (Porto Alegre, 20 de octubre de 1839 — Río de Janeiro, 12 de diciembre de 1881) abogado, periodista, escritor y político brasileño.
Fue diputado por la provincia de Rio Grande do Sul, senador del Imperio de Brasil y presidente del estado de São Paulo del 7 de abril al 5 de noviembre de 1881.